# Cine de barrio
Cine de barrio és un programa de televisió espanyol que s'emet en La 1 des de 1995.

## Història
Cine de barrio va néixer el 10 de juliol de 1995 sent presentat per José Manuel Parada. El programa portaria a la fama a aquest presentador. Es retransmetia llavors per TVE 2. El 21 d'octubre de 1995 passà a TVE 1 on liderà l'audiència de la tarda dels dissabtes. Parada va estar al capdavant del programa fins a finals de 2003. Parada presentava l'espai al costat del pianista Pablo Sebastián, acompanyats per Miguel Caiceo en la primera temporada, i l'actriu Eva León, des de 1999.
En 2003, després de l'escàndol provocat per l'emissió d'un vídeo gravat per Cine de barrio en el qual, en un iot, la folklòrica Marujita Díaz va mostrar un nu integral, TVE decidí no renovar el contracte al·legant l'elevat cost de la productora i Parada fou substituït per l'actriu Carmen Sevilla. A Carmen l'acompanyava en les entrevistes el periodista Juan Carlos Cerezo, fins a 2010, quan aquest va ser substituït per Inés Ballester.
Des de gener de 2011 el programa passà a ser presentat per Concha Velasco en solitari. No obstant això, durant la seva baixa per malaltia, entre maig i setembre de 2014, la presentació fou assumida per Elena S. Sánchez.
El 26 de setembre de 2020 es produeix el relleu de la nova presentadora, Alaska.

## Format
El format de Cine de barrio és com el de qualsevol altre programa de cinema però amb la particularitat que les pel·lícules que analitzen són pel·lícules espanyoles de les dècades dels 50, 60 o 70. Pel·lícules protagonitzades per actors com Manolo Escobar, Marisol, Joselito, Paco Martínez Soria, Carmen Sevilla o Gracita Morales entre d'altres. Cada programa rep la visita d'algun actor que aparegui en la pel·lícula que es tracti. Abans de veure la pel·lícula, aquesta és comentada i recordada al costat de la filmografia i fama del convidat, i a l'any en què es va gravar amb un anunci original del NO-DO.
Després del visionat, el programa és acomiadat pels presentadors i s'emet un avanç de la pel·lícula que retransmetran en el següent programa. Aquest comiat es va retirar des que va començar a presentar-lo Concha Velasco.

## Artistes convidats
El programa ha permès als teleespectadors retrobar-se amb actors i actrius espanyols que, a vegades, portaven anys o fins i tot dècades sense posar-se davant d'una càmera, al costat d'algunes estrelles del cinema actual. Entre altres:
- Alfonso Santisteban
- Alfredo Landa
- Amparo Soler Leal
- Ana Belén
- Ana Duato
- Analía Gadé
- Andrés Pajares
- Antonio Mercero
- Antonio Ozores
- Arturo Fernández
- Aurora Bautista
- Aurora Redondo
- Beatriz Rico
- Bigote Arrocet
- Camilo Sesto
- Carmen Flores
- Carmen Martínez Sierra
- Carmen Morell
- Carmen Sevilla
- César Cadaval
- Chicho Gordillo
- Chiquito de la Calzada
- Claudia Gravy
- Concha Velasco
- Conchita Bautista
- Conchita Goyanes
- Cruz y Raya
  - Juan Muñoz
  - José Mota
- David Civera
- Dolores Abril
- El Fary
- Emilio Gutiérrez Caba
- Emilio Laguna
- Encarnita Polo
- Enrique San Francisco
- Esperanza Roy
- Fernando Méndez Leite
- Florinda Chico
- Fofito
- Gloria Cámara
- Héctor Alterio
- Imanol Arias
- Imperio Argentina
- Isabel Pantoja
- Jesús Guzmán
- Joaquín Kremel
- Jorge Cadaval
- Jorge Sanz
- José Carabias
- José Luis López Vázquez
- José Mota
- José Sacristán
- José Sazatornil
- Josele Román
- Joselito
- Josema Yuste
- Josita Hernán
- Juan Muñoz
- Juanito Valderrama (Pare)
- Juan Antonio Valderrama (fill)
- Julia Martínez
- Karina
- Katia Loritz
- La Polaca
- Laura Valenzuela
- Libertad Lamarque
- Lina Morgan
- Lolita Flores
- Los Morancos
  - César Cadaval
  - Jorge Cadaval
- Luis Varela
- Luz Márquez
- Mabel Karr
- Manolo Escobar
- Manuel Alexandre
- Manuel de la Calva
- Manuel Tejada
- Manuel Zarzo
- Mari Carmen Prendes
- María Asquerino
- María Dolores Pradera
- María Galiana
- María Isbert
- María José Alfonso
- María José Goyanes
- María Kosty
- María Luisa Merlo
- María Luisa San José
- María Mahor
- Mariano Ozores
- Marisa de Leza
- Marisa Porcel
- Marisol Ayuso
- Marujita Díaz
- Mary Carrillo
- Máximo Valverde
- Miliki
- Núria Espert
- Nacho Novo
- Paca Gabaldón
- Paco Valladares
- Palito Ortega
- Paquita Rico
- Parchís
  - Tino (Constantino Fernández)
  - Yolanda Ventura
  - Gemma Prat
  - David Muñoz
  - Oscar Ferrer
- Pedro Mari Sánchez
- Pedro Masó
- Pedro Osinaga
- Pepe Rubio
- Pilar Cañada
- Ramón Arcusa
- Raquel Rodrigo
- Rocío Dúrcal
- Rocío Jurado
- Rody Aragón
- Rosa Morena
- Santiago Segura
- Sara Montiel
- Silvia Tortosa
- Teresa Gimpera
- Tony Leblanc
- Valeriano Andrés
- Vicente Parra
- Vicky Lagos